# 紐馬基特 (新罕布什爾州普查規定居民點)
紐馬基特（英語：Newmarket）是位於美國新罕布什爾州羅京安縣的普查規定居民點。

## 人口
根據2020年美國人口普查的數據，紐馬基特的面積為6.00平方千米，當中陸地面積為5.83平方千米，而水域面積為0.17平方千米。當地共有人口5797人，而人口密度為每平方千米966.17人。